# Polska folkpartiet
Polska folkpartiet (polska: Polskie Stronnictwo Ludowe, PSL) är ett politiskt parti i Polen. 
Partiet, som bygger sin politik på patriotiska, kristna och agrara värderingar, tog sitt nuvarande namn 1990.
Det har sina historiska rötter i det österrikiska Galizien, där partiets föregångare var representerat i det österrikiska parlamentet.
2004 hade PSL cirka 120 000 medlemmar.
Partiet fick i valet i oktober 2005 2 mandat i senaten och 25 i sejmen, med 7 % av rösterna. 
I parlamentsvalet två år senare gick PSL fram, erövrade 8,93 % av rösterna och blev med sina 31 mandat sejmens fjärde största parti. Sedan dess har man ingått i en regeringskoalition med Medborgarplattformen där PSL:s partiledare sedan 2005 Waldemar Pawlak är vice premiärminister och finansminister.
I parlamentsvalet 2023 ingick PSL i valkoalitionen Tredje vägen.

## Partiledare
| Bild | Namn                      | Tid       |
| ---- | ------------------------- | --------- |
|      | Roman Bartoszcze          | 1990–1991 |
|      | Waldemar Pawlak           | 1991–1997 |
|      | Jarosław Kalinowski       | 1997–2004 |
|      | Janusz Wojciechowski      | 2004–2005 |
|      | Waldemar Pawlak           | 2005–2012 |
|      | Janusz Piechociński       | 2012–2015 |
|      | Władysław Kosiniak-Kamysz | 2015–     |